# Licuala grandis
Licuala grandis (синоним: Pritchardia grandis hort. ex W. Bull) е вид палмово дърво от семейство Палмови (Arecaceae), родом от Вануату, островна нация в Тихия океан.

## Местообитание
Расте в подлеса на първични и вторични тропически дъждовни гори.

## Описание
Палмата произвежда хермафродитни съцветия. Формира кръгли зелени плодове, които се зачервяват, докато узреят, като всеки от тях съдържа по едно семе.

## Галерия
- Общ вид
- Цвят
- Плодове